# Pristiphora testacea
Pristiphora testacea – gatunek błonkówki z rodziny pilarzowatych.

## Zasięg występowania
Gatunek szeroko rozpowszechniony w Europie. Notowany w Austrii, na Białorusi, w Belgii, Chorwacji, Czechach, Estonii, Finlandii, we Francji, w Holandii, Irlandii, na Łotwie, w Niemczech, Polsce, Rumunii, na Słowacji, w Szwajcarii, Szwecji, na Ukrainie (wątpliwy), Węgrzech, i w Wielkiej Brytanii.

## Budowa ciała
Gąsienice osiągają 16 mm długości.Ubarwienie głowy czarne. Ciało żółto-zielone, świecące z dużymi, żółto-pomarańczowymi plamkami na bokach drugiego i trzeciego segmentu tułowia; również po bokach pierwszego segmentu odwłoka występują niewielkie, plamki w tym samym kolorze, zaś od drugiego do ósmego segmentu znów występują większe, żółto-pomarańczowe plamy. Nogi jasnozielone z czarnymi pazurkami.
Imago osiągają 5-7 mm długości. Mają one czarne ubarwienie z pomarańczowo-żółtym brzuchem i tegulą. Skrzydła szkliste, przednia para z czarną pterostygmą.

## Biologia i ekologia
Gatunek związany z roślinami z rodzaju brzoza. Lokalnie bywa liczny.
W ciągu roku występują dwie generacje. Imago spotyka się od kwietnia lub maja do czerwca (pierwsza generacja) oraz w lipcu i sierpniu(druga generacja). Jaja składane są na liściach brzóz, blisko głównej żyły. Larwy spotyka latem oraz jesienią. Żerują one gromadnie na krawędziach liści. Przepoczwarczenie następuje w ziemi, w brązowawym kokonie.

## Znaczenie dla człowieka
Jego żerowanie rzadko powoduje znaczące defoliacje, z wyjątkiem szkółek leśnych róż.